# جاك الأسود اليافع

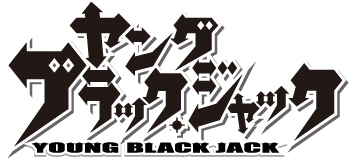
شعار يانغ بلاك جاك

جاك الأسود اليافع (ヤング ブラック・ジャック Yangu Burakku Jakku) هي مانغا يابانية مقتبسة من مانغا جاك الأسود لمؤلّفها تيزوكا أوسامو، وهي من تأليف تاباتا يوشيياكي ومن رسم أوكوما يوغو. تم نشرها في مجلّة البطل اليافع التابعة لدار أكيتا شوتين للنّشر في نوفمبر من سنة 2011. بدأ عرض نسخة أنمي عن السلسلة في اليابان في الثاني من أكتوبر سنة 2015. تدور أحداث القصة حول جاك الأسود وهو طالب طبّ في ستّينات القرن العشرين.

## روابط خارجية
- جاك الأسود اليافع على موقع ANN anime (الإنجليزية)
- جاك الأسود اليافع على موقع ANN manga (الإنجليزية)